# Râul Waghur

Râul Waghur este un curs de apă din India, statul Maharashtra, afluent al râului Tapti.
Pe râu a fost construit în 1978 barajul Waghur
Pe valea râului Waghur se găsesc templele de la Ajanta.

## Legături externe
- en Waghur River Arhivat în 19 iunie 2018, la Wayback Machine.
- en Waghur River, Indian river